# Musu
Musu (kinesiska: 木苏乡, 木苏) är en socken i Kina. Den ligger i provinsen Sichuan, i den sydvästra delen av landet, omkring 170 kilometer nordväst om provinshuvudstaden Chengdu. Antalet invånare är 4 476. Befolkningen består av 2 310 kvinnor och 2 166 män. Barn under 15 år utgör 23,0 %, vuxna 15-64 år 68 %, och äldre över 65 år 7,0 %.
Genomsnittlig årsnederbörd är 1 226 millimeter. Den regnigaste månaden är juli, med i genomsnitt 253 mm nederbörd, och den torraste är januari, med 11 mm nederbörd.